# Црква Свете Тројице у Бјеловару
Црква Свете Тројице је српска православна црква која се налази у Бјеловару. Подигнута је крајем 18. или почетком 19. века, а припада Митрополији загребачко-љубљанској.

## Опште информације
Црква је почела да се правим крајем 18. века, а завршена у првој половини 19. века. Једнобродна је грађевина бароконо-класицистичка, а унутрашњост јој је рестаурирана крајем 19. и почетком 20. века. према пројектима Хермана Болеа.
План је обухватао бројне неогитичке и неоренесансне елементе, али је од свега био остварен само звоник без неоготичких украса. Неколико дана касније, осим нових декоративних фрески, до данас сачуваних у цркви је тада постављен нови неовизантијски иконостас с иконома које су радили Целестин Медовић, Бела Чикош Сесија и Иван Тишов.